# Основне рівняння обліку
Одним з основних принципів бухгалтерського обліку є система подвійного запису.
Внаслідок його застосування основне рівняння обліку виглядає так:
```
Актив
 = 
Зобов'язання
 + 
Власний капітал
```

| Номер події | Активи | Активи | Зобов'язання | Зобов'язання | Капітал | Капітал | Пояснення                                                                                                  |
| ----------- | ------ | ------ | ------------ | ------------ | ------- | ------- | --- |
| 1           | +      | 6,000  |              |              | +       | 6,000   | Емісія цінних паперів (формування статутного фонду за гроші)                                               |
| 2           | +      | 10,000 | +            | 10,000       |         |         | Купівля активів за позичені кошти (взявши кредит у банку)                                                  |
| 3           | −      | 900    | −            | 900          |         |         | Продаж активів за готівку для того, щоб сплатити борги: зменшуються як активи так і зобов'язання           |
| 4           | +      | 1,000  | +            | 400          | +       | 600     | Купівля активів за кошти власників фірми (600) та позичені кошти (400)                                     |
| 5           | +      | 700    |              |              | +       | 700     | Заробіток фірми                                                                                            |
| 6           | −      | 200    |              |              | −       | 200     | Плата згідно з рахунками (наприклад, оренда або зарплата) чи дивіденди                                     |
| 7           |        |        | +            | 100          | −       | 100     | Записані витрати, котрі ще не сплачені                                                                     |
| 8           | −      | 500    | −            | 500          |         |         | Оплата Вашого боргу                                                                                        |
| 9           |        | 0      |              | 0            |         | 0       | Отримання готівки за продаж активів: один актив міняється на інший; жодних змін в активах чи зобов'язаннях |